# Sparrows Point
Koordinaten: 39° 13′ 6,3″ N, 76° 29′ 14,4″ W

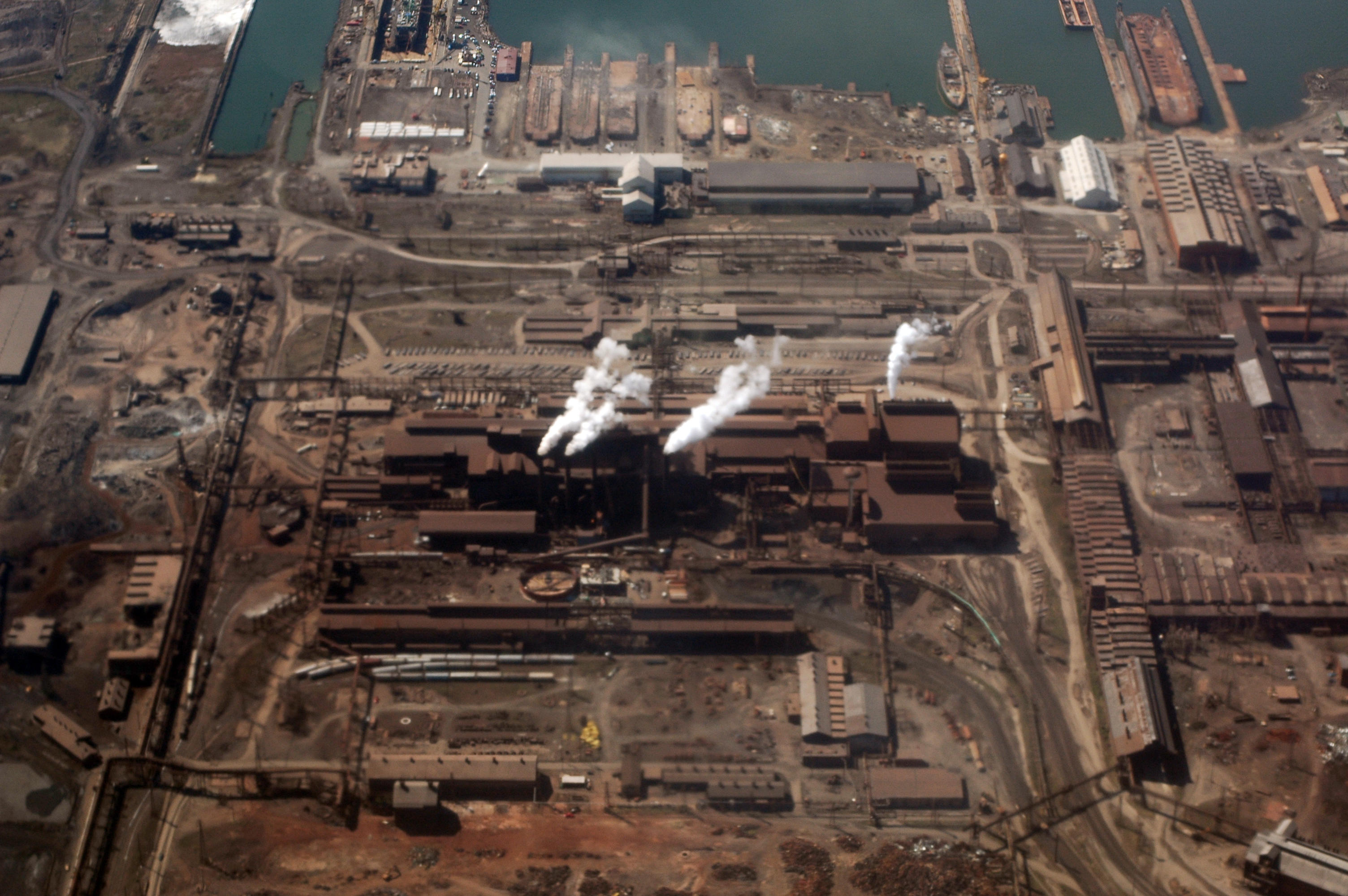
Stahlwerk Sparrows Point aus der Luft (2007?)

Stahlwerk Sparrows Point von der Seeseite aus (1973)

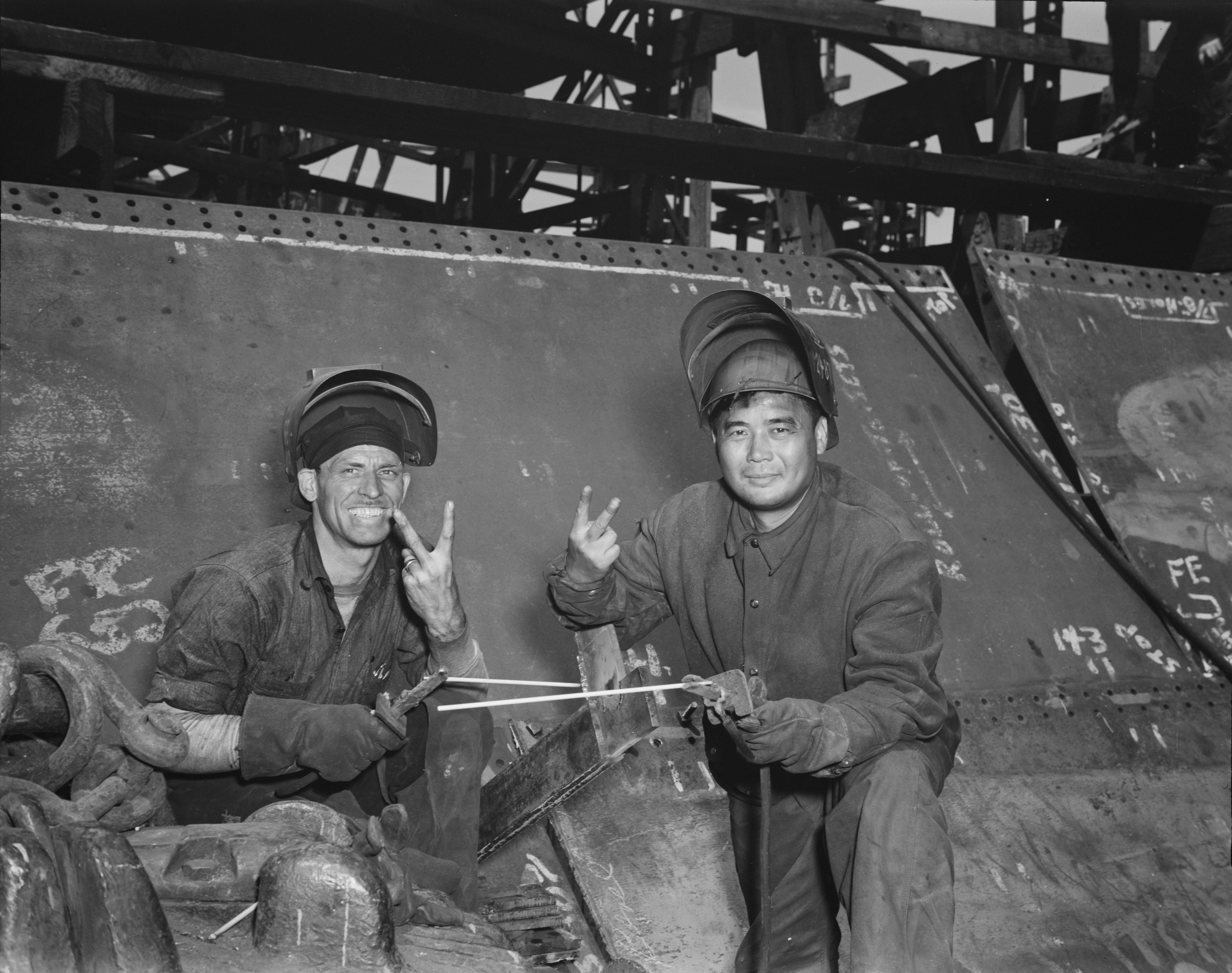
Schweißer von Bethlehem Shipbuilding beim Bau eines Liberty-Schiffs (1943)

Sparrows Point ist eine Halbinsel im Südosten von Baltimore, die über 120 Jahre einen bedeutenden Industriekomplex mit Stahlwerk, Zinkhütte und Schiffswerft beherbergte.

## Geschichte
1887 erwarb die Pennsylvania Steel Company das Gelände und errichtete einen Hochofen, welcher im Oktober 1889 erstmals angeblasen wurde. 1916 wurde das Unternehmen von Bethlehem Steel erworben. Ab 1891 baute die Maryland Steel Company außerdem Schiffe in Sparrows Point. Seit 1916 gehörte die Werft zur Bethlehem Shipbuilding Corporation.
1957 erreichte das Stahlwerk Sparrows Point einen Jahresausstoß von 8 Mio. t Stahl, was damals Weltrekord darstellte. 1959 wurde der Höhepunkt mit 30.000 Beschäftigten erreicht.
1974 wurde die Arbeitersiedlung abgerissen, um Platz für den neuen Hochofen L zu schaffen, der 1978 fertiggestellt wurde. 1979 lag die Beschäftigtenzahl noch bei 17.000. Die Schiffswerft wurde 1997 verkauft und ging 2003 pleite.
Nach der Zerschlagung von Bethlehem Steel gehörte das Stahlwerk ArcelorMittal, die es 2008 aus kartellrechtlichen Gründen an Severstal verkaufte. Die jährliche Erzeugungskapazität betrug damals 3,6 Mio. t Stahl.
2011 übernahm RG Steel, eine Tochter der Renco Group, das wirtschaftlich schwächelnde Stahlwerk. Ein Jahr später meldete die Gesellschaft jedoch Insolvenz an. Zuletzt waren 2.200 Menschen dort beschäftigt. Nach Ansicht von Mark Reutter machten die fehlende Strategie des Besitzers sowie die Veraltung der Anlagen ein Überleben unmöglich. Das Warmwalzwerk stammte noch aus dem Jahr 1947.
Das Stahlwerk wurde geschlossen und bis 2015 weitgehend abgerissen. 2014 wurde das Gelände für 110 Mio. US-Dollar von Hilco Global und Redwood Capital Investments (Jim Davis und Steve Bisciotti) übernommen. Es trägt nun den Namen „Tradepoint Atlantic“ und soll mit Lagerhäusern (FedEx, Under Armour) genutzt werden. Der Kais wurden an eine Autoimportfirma vermietet.